# Prora (Film)
Prora ist ein schweizerischer Kurzfilm von Regisseur Stéphane Riethauser aus dem Jahr 2012. Er erschien Anfang 2014 im Kino. Der Titel bezieht sich auf das ehemalige KdF-Seebad Rügen.

## Handlung
Der 17-jährige Jan aus Deutschland verbringt die Ferien mit dem 18-jährigen Matthieu aus Frankreich in Prora auf der Ostseeinsel Rügen. Als die beiden früh morgens leicht angetrunken von einer Party zurückkehren, halten sie sich noch am Strand vor dem Gebäudekomplex des ehemaligen KdF-Seebads Rügen auf und rauchen Marihuana. Nach einiger Zeit dringt Matthieu in das leer stehende Gebäude ein und Jan folgt ihm widerwillig. In einem der unzähligen Räume entdecken sie Nazi-Parolen an den Wänden und eine Hakenkreuzflagge, und Matthieu beginnt schamlos, sich über die deutsche NS-Vergangenheit lustig zu machen. Jan will ihn aufgebracht davon abbringen und verfolgt ihn durch mehrere Gänge und Zimmer. Als er ihn jedoch stellt, kann er der Versuchung nicht widerstehen und küsst den am Boden liegenden Matthieu. Dieser ist zunächst überrascht, erwidert dann aber Jans Zuwendungen und die beiden haben Sex. Danach will Matthieu wortlos wieder aus dem Gebäudekomplex verschwinden, verliert jedoch die Orientierung und wird zunehmend gereizter, bis er schliesslich Jan wütend niederschlägt und abhaut. Jan bleibt blutend und in Tränen zurück.
Am letzten Tag ihrer Ferien auf Rügen treffen sich die beiden Jungen ein letztes Mal am Strand. Sie finden keine Worte, doch als Matthieu die Verletzung an Jans Knie bemerkt, bietet er ihm die Hand an und die beiden versöhnen sich wieder. Sie gehen zusammen schwimmen und verabschieden sich schliesslich mit einem Kuss.

## Hintergrund

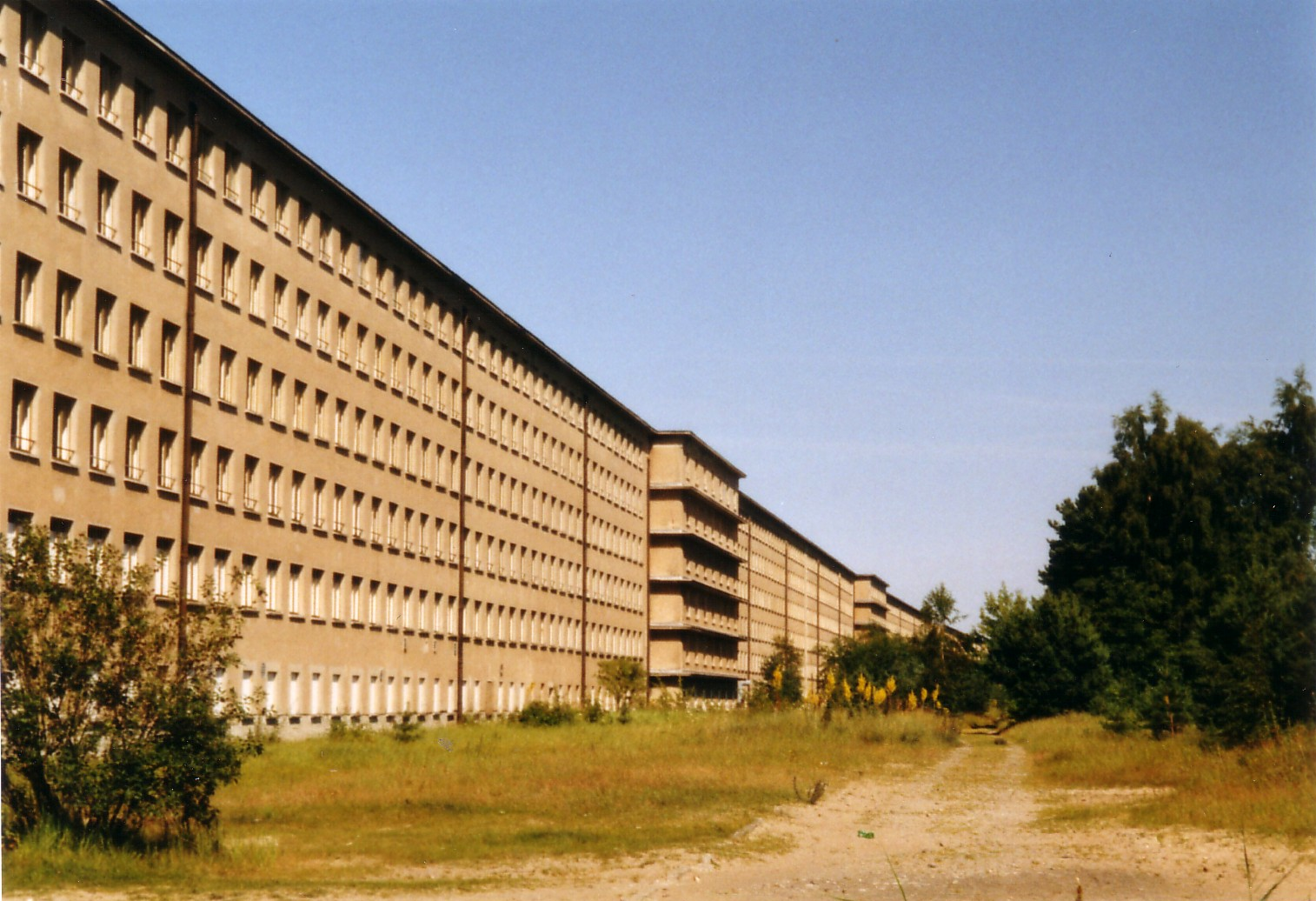
Der „Koloss von Prora“ von der Meerseite

Der Regisseur, Journalist und LGBT-Aktivist Riethauser wollte in seinem Kurzfilmdebüt „zwei Jungen, die Ihre (sic!) Identität konfrontieren“, thematisieren. Die Wahl des Schauplatzes fiel schliesslich auf das ehemalige KdF-Seebad Prora, da es „grandiose kinematographische Möglichkeiten“ bot und „starke symbolische Kraft“ enthielt und dadurch der „dritte Darsteller des Films“ sei. Produziert wurde der Film durch Riethausers Produktionsgesellschaft Lambda Prod, Kinostart hatte er im Verleih der Edition Salzgeber als Teil der Kurzfilmsammlung Frisch verliebt am 13. Januar 2014. Die DVD erschien am 25. Februar 2014 mit der FSK-Freigabe 16.

## Rezeption
Der Film wurde mit einer Reihe von Preisen ausgezeichnet und zwischen 2012 und 2013 auf mehr als 120 Filmfestivals weltweit gezeigt.

### Kritiken
David Lamble urteilte in der LGBT-Zeitung Bay Area Reporter, Reithausers „Provokation“ verknüpfe „die Weimarära mit der heutigen Euro-Partyjugend“. Kameramann Marcus Winterbauer betone „diese intime epische Geschichte abwechselnd mit atemberaubenden Luftaufnahmen und schmachtenden erotischen Bildern“.
Tim Isaac lobte auf Big Gay Picture Show die Hauptdarsteller für ihre Darstellung komplexer „Figuren, auf die man sich rasch einlassen kann“, obwohl es relativ wenig Dialog gebe. Gegen Ende würden die „endlosen Korridore von Prora zu einer Allegorie auf die Verwirrung der jugendlichen Gefühle, wenn zwei Menschen versuchen, herauszufinden, wer sie sind und was es bedeutet.“ Er sprach von einem „grossartigen kleinen Film, mit grossartigem Schluss.“

### Auszeichnungen (Auswahl)
- New York City Short Film Festival 2012: Bester LGBT-Film[7]
- Portobello Film Festival London 2012: Bester ausländischer Film[8]
- Festival européen de film court Brest 2012: Preis der Jugendjury[9]
- Durango Film Festival 2013: Bester Live-Action-Kurzfilm[10]